# Coleman Lindsey
Isaac Coleman Lindsey, född 2 oktober 1892 i Dry Creek i Calcasieu Parish (i nuvarande Allen Parish) i Louisiana, död 7 november 1968 i Baton Rouge i Louisiana, var en amerikansk demokratisk politiker. Han var Louisianas viceguvernör 1939–1940.
Lindsey utexaminerades 1921 från Louisiana State University. Därefter var han verksam som jurist i Louisiana. Han var ledamot av Louisianas senat 1924–1928 samt 1932–1939 och tjänstgjorde sedan som viceguvernör under guvernör Earl Long.